# Georg Haber
Georg Haber (21. September 1938 in Wien – 19. Februar 2019 ebenda) war ein österreichischer Nachrichtentechniker. Er war ein Überlebender des Holocaust und von 1991 bis 2010 Direktor des Jüdischen Museums in Wien.

## Leben und Werk
Haber emigrierte 1939 mit seinen Eltern nach Palästina, wo er die Volksschule besuchte. 1948 kehrte die Familie nach Österreich zurück. Ab 1956 absolvierte er eine Ausbildung zum Nachrichtentechniker an der TU Wien. Er schloss das Studium mit dem Titel Dipl.-Ing. ab. Bis 1971 arbeitete er im Familienbetrieb, dem Kaufhaus Brüder Haber. Von 1971 bis 1991 arbeitete er für Henkel Austria. Ab 1980 engagierte sich Georg Haber ehrenamtlich in der Israelitischen Kultusgemeinde, insbesondere für die Agenden Soziales, Integration und Kultur. Er war im Redaktionskomitee der Gemeinde und in der Kulturkommission mit Funktionen betraut. Von 1991 bis 2010 war er für die kaufmännischen Belange des Jüdischen Museums in Wien verantwortlich.
Anlässlich der Verleihung des Silbernen Ehrenzeichens für Verdienste um das Land Wien charakterisierte Kulturstadtrat Andreas Mailath-Pokorny ihn als „Mann der Geschichte, der Technik, der Religionen, der Kultur und der Wirtschaft“. Als Mann „der ersten Stunde“ des Jüdischen Museums sei er auch für dessen hohen Standard verantwortlich.
Am 19. Februar 2019 wurde Georg Haber in der Wiener Innenstadt von einem Kastenwagen beim Zurückschieben erfasst und tödlich verletzt. Er starb noch an der Unfallstelle.

## Auszeichnung
- 2004: Silbernes Ehrenzeichen für Verdienste um das Land Wien
- 2008: Marietta und Friedrich Torberg-Medaille[3]